# Vanessa Vadim
Vanessa Vadim (Paris, 28 de Setembro de 1968) é uma produtora independente, diretora e atriz de cinema filha de Jane Fonda e do diretor Roger Vadim.
É meia-irmã dos atores Christian Vadim e Troy Garity. É sobrinha do ator Peter Fonda. Tem um filho chamado Malcolm, nascido em 2000.
Em 1990 ela produziu e distribuiu o filme Fire in Our House em uma campanha para combater o racismo, sexismo, classismo e ao combate da AIDS.
Em 2002 ela produziu e dirigiu um documentário com Matt Arnett chmado The Quilts of Gee's Bend

## Filmografia
- The Last Party (1993)
- Blue Is Beautiful (1997)
- Quiltmakers of Gee's Bend (2005)